# Rabensteinerschneidmühle
Rabensteinerschneidmühle ist eine Wüstung auf dem Gemeindegebiet des Marktes Marktrodach im Landkreis Kronach (Oberfranken, Bayern).

## Geographie
Die Einöde lag auf einer Höhe von 336 m ü. NHN auf einer Insel zwischen der Rodach und einem rechten Seitenarm der Rodach. Zeyern lag 0,6 km östlich von der Rabensteinerschneidmühle.

## Geschichte
Gegen Ende des 18. Jahrhunderts gehörte Rabensteinerschneidmühle zur Realgemeinde Zeyern. Das Hochgericht übte das bambergische Centamt Kronach aus. Der Lehenhof Bamberg war Grundherr der Schneidmühle.
Mit dem Gemeindeedikt wurde Rabensteinerschneidmühle dem 1808 gebildeten Steuerdistrikt Zeyern und der 1818 gebildeten Ruralgemeinde Zeyern zugewiesen. Kurz vor 1950 wurde das Anwesen abgebrochen.

### Einwohnerentwicklung
| Jahr      | 001818 | 001861 | 001871 | 001885 | 001900 | 001925 | 001950 |
| Einwohner |        | 6      | *      | *      | 6      | 10     | †      |
| Häuser    | 1      |        |        | *      | 1      | 1      | †      |
| Quelle    | [ 3 ]  | [ 5 ]  | [ 6 ]  | [ 7 ]  | [ 8 ]  | [ 9 ]  | [ 10 ] |

## Religion
Der Ort war ursprünglich katholisch und nach St. Leonhard (Zeyern) gepfarrt.

## Weblink
- Rabensteinerschneidmühle in der Ortsdatenbank des bavarikon, abgerufen am 20. August 2021.